# Sinagoga maggiore di Francoforte sul Meno
La Sinagoga maggiore di Francoforte sul Meno (conosciuta anche come Sinagoga Börnestraße), oggi scomparsa, era tra le più grandi delle sinagoghe della città di Francoforte sul Meno in Germania. Costruita tra il 1855 e il 1860, la sinagoga rimase il centro del movimento ebraico riformato della città fino a quando fu incendiata e distrutta dai nazisti durante la notte dei cristalli nel novembre 1938 e completamente demolita.

## Storia

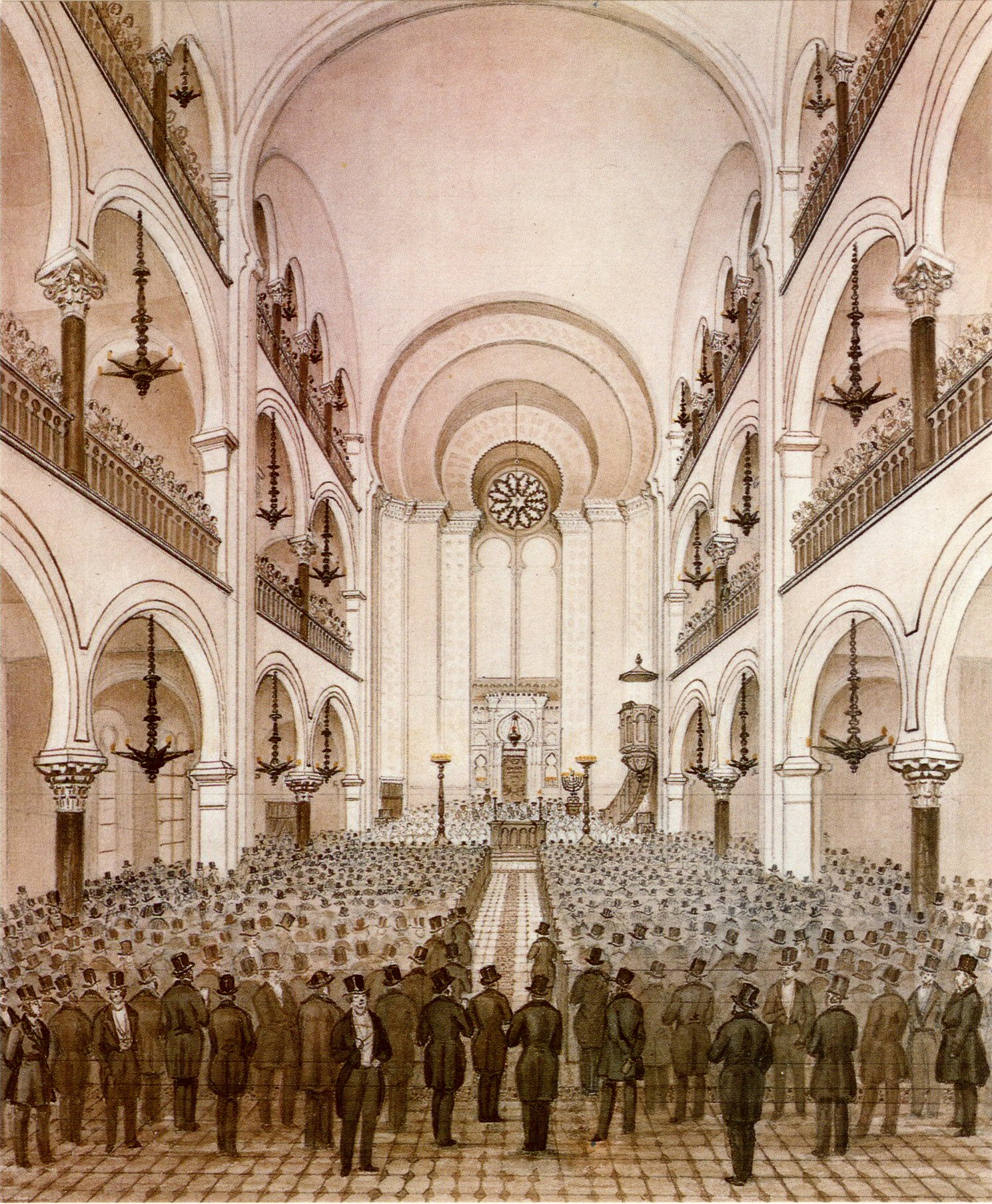
L'interno della sinagoga

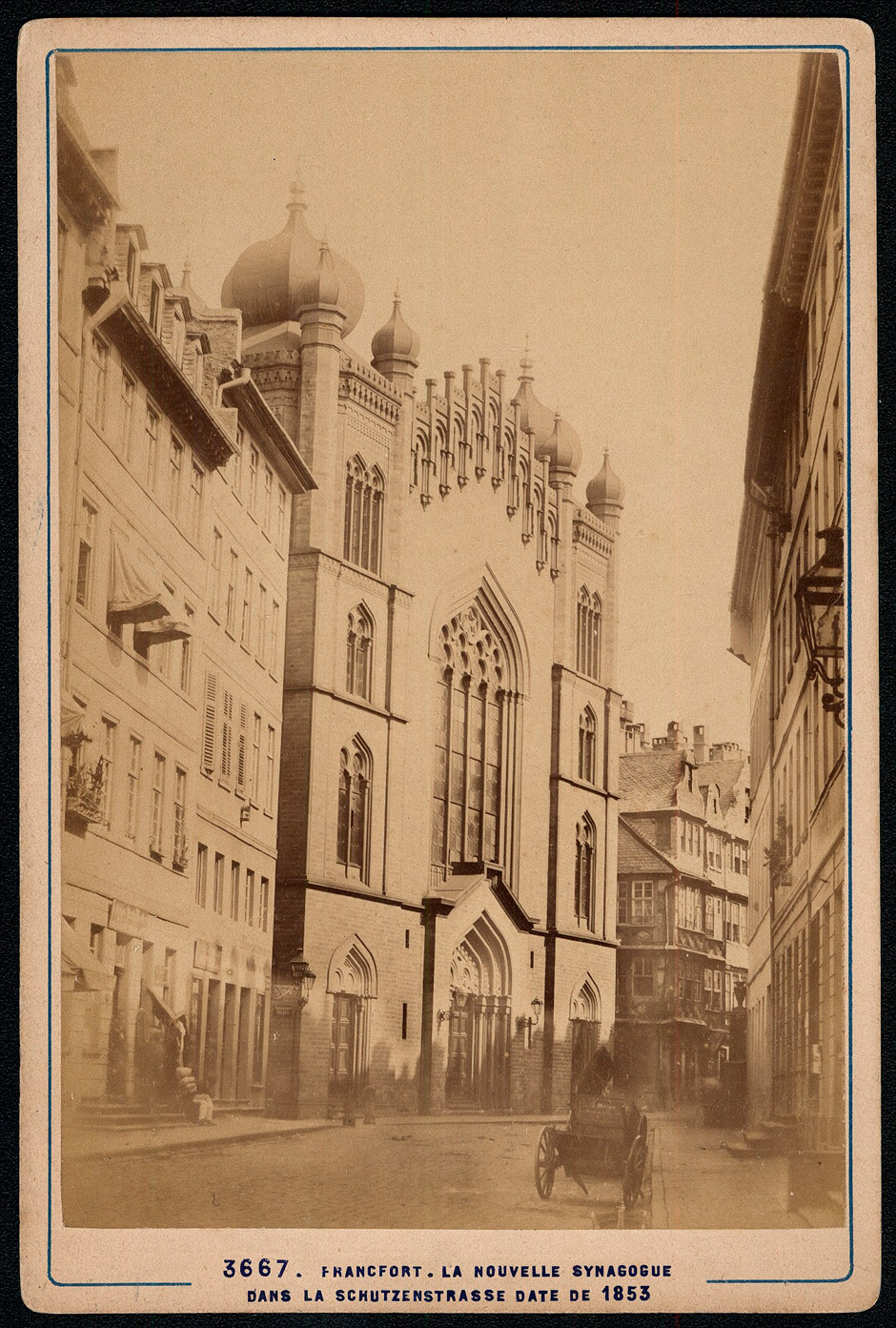
La facciata

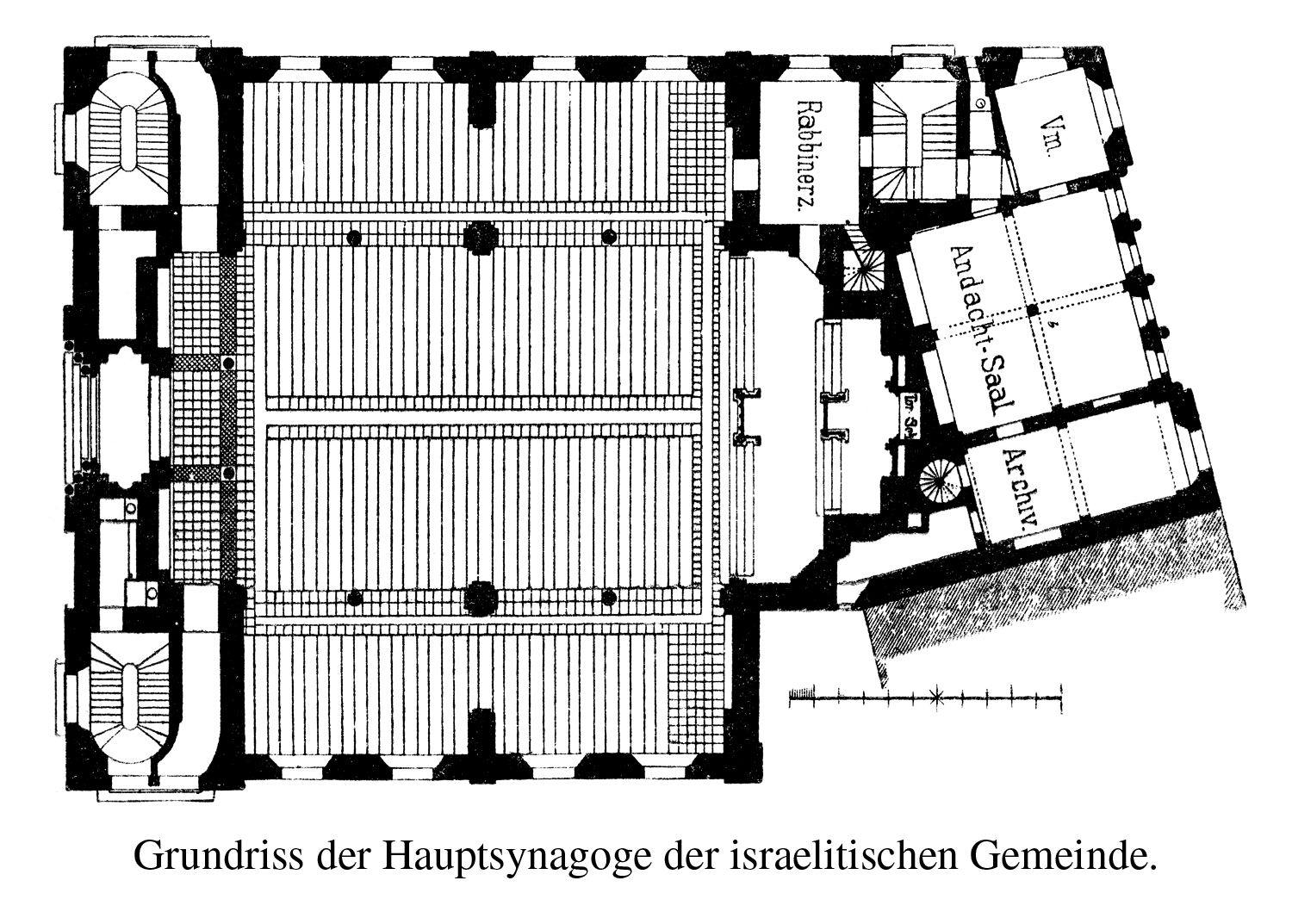
La pianta della sinagoga

La Sinagoga maggiore di Francoforte sul Meno sorgeva sulla Börnestraße, nell'area del vecchio quartiere ebraico della città. Sullo stesso sito si erano succeduti due precedenti edifici sinagogali. Il primo, costruito nel 1462 e più volte ampliato, aveva servito alle necessità della locale popolazione ebraico fino alla sua distruzione il 14 gennaio 1711 nel grande incendio che aveva devastato l'intero quartiere. La nuova sinagoga, immediatamente ricostruita nel 1712, era rimasta il centro della vita religiosa ebraica della città anche dopo l'abolizione del ghetto nel 1806.
Nell'Ottocento la comunità ebraica di Francoforte aveva conosciuto uno straordinario sviluppo economico e demografico. Con l'emancipazione si erano formate anche diverse fazioni all'interno della comunità. I contrasti si acuirono con l'elezione del rabbino riformato Leopold Stein a capo della congregazione. L'ala ortodossa, guidata da Samson Raphael Hirsch si separò nel 1851 riunendosi in una propria sinagoga. Leopold Stein e l'ala riformata progettarono un nuovo e più vasto edificio che potesse accogliere la crescente popolazione e corrispondesse meglio nella sua struttura ai nuovi ideali riformatori. Il vecchio edificio sinagogale fu demolito nel 1854 e e l'anno successivo si poté cosí dare inizio ai lavori per la costruzione della nuova sinagoga.
L'architetto Johann Georg Kayser progettò un edificio monumentale di stile eclettico ispirato all'architettura neoromanica con elementi arabicizzanti. La cerimonia inaugurale si svolse il 23 marzo 1860 alla presenza della massime autorità civili della città. La comunità ebraica vi vide un segno importante della propria raggiunta emancipazione che fu riconosciuta ufficialmente per legge nel 1864.
La sinagoga maggiore di Francoforte rimase al centro del movimento ebraico riformatore non solo a livello locale ma con riferimento all'intera Germania, soprattutto sotto la guida di Caesar Seligmann che vi fu rabbino dal 1903 al 1932. La vita della comunità ebraica di Francoforte rimase caratterizzata dalla copresenza di riformati e ortodossi, radunati i primi nella Sinagoga maggiore e nella nuova Sinagoga Westend, mentre gli ortodossi avevano le loro sinagoghe principali a Börneplatz e Friedberger Anlage.
La notte del 9 novembre 1938 ("Kristallnacht") la sinagoga maggiore, al pari delle altre sinagoghe di Francoforte e della Germania tutta, fu incendiata dai nazisti e completamente distrutta. Nel 1939 ne furono rimosse le rovine; le pietre furono usate per la costruzione del muro che circonda il vicino cimitero di Francoforte. Tra le sinagoghe monumentali di Francoforte solo la Sinagoga Westend è sopravvissuta alle distruzioni del periodo nazista.

## La memoria
Sul luogo dove sorgeva la Sinagoga maggiore, si trova oggi una targa commemorativa in granito, collocatavi il 20 marzo 1946 dall'Amministrazione militare alleata con la scritta:
"Qui sorgeva la sinagoga Börnestrasse, che fu distrutta dai criminali nazisti il 9 novembre 1938".
L'intero quartiere era stato così devastato dai bombardamenti che oggi è difficile riconoscerne l'originaria topografia, completamente alterata dalle ricostruzioni del dopoguerra.